# ネット霊園
ネット霊園（ネットれいえん）は、亡くなった人を追憶する書（book of remembrance) をオンライン化したものである。
戦没者や災害で亡くなった人々を記念するために作成される。登録には、亡くなった方の名前、命日、墓、追悼サイトなどの情報がデータ記録される。運営・管理は、教会、寺院・霊園・自治体、政府機関・民間団体がある。

## 背景
英国では、コロナウイルス感染症で亡くなった方々を追憶する、オンライン版の追憶の書（on-line book of remembrance）を、セントポール大聖堂が立ち上げている。米国では、戦没者の墓をデータ記録した、検索システム（Nationwide Gravesite Locator）を、アメリカ合衆国退役軍人省が提供している。自治体では、霊園内の墓の場所・死亡広告・葬儀などをデータ記録した、検索システム（Find a Service, Grave, or Obituary）インターネット上ので提供している。

## 特徴
インターネット上に保存された、故人の情報が墓標となり、運営・管理団体によりまとめられている。使用目的は、亡くなった方の追憶である。　機能は、運営・管理団体によって異なるが、一般的には下記を含む。
- 葬儀データ検索、墓所の検索、お悔み欄の閲覧（死亡者名、出生地、命日などから検索）
- パソコンやスマートフォンでの供養、ネット上で献花（デジタル献花）や、弔意（メッセージ）
- 写真（写真アルバム）の保存・閲覧

実際の墓を持っていない人、金銭的な理由からお墓を建てられない人は、墓の代わりとして使用されることもある。